# Tesimo
Tesimo (en allemand, Tisens) est une commune italienne d'environ 2 000 habitants située dans la province autonome de Bolzano dans la région du Trentin-Haut-Adige dans le nord-est de l'Italie.

## Administration
| Période                                  | Période  | Identité           | Étiquette              | Qualité |
| ---------------------------------------- | -------- | ------------------ | ---------------------- | ------- |
| 9 mai 2005                               | En cours | Thomas Anton Knoll | Südtiroler Volkspartei |         |
| Les données manquantes sont à compléter. |          |                    |                        |         |

### Hameaux
Caprile, Grissiano, Narano, Plazzoles, Prissiano, Schernag

### Communes limitrophes
Les communes limitrophes sont  Gargazzone, Lana, Nalles, San Pancrazio et Senale-San Felice.